# Lua Loli
Lua Loli (auch: Lualoli) ist eine unbewohnte Insel in der tonganischen Inselgruppe Vavaʻu.

## Geographie
Lua Loli ist ein Motu im Südosten von Vavaʻu. Sie liegt zwischen Lua a Fuleheu, Luatafito, Kaihifahifa und Taula.

## Klima
Das Klima ist tropisch heiß, wird jedoch von ständig wehenden Winden gemäßigt. Ebenso wie die anderen Inseln der Vavaʻu-Gruppe wird Lua Loli gelegentlich von Zyklonen heimgesucht.